# ارا قلعه
ارا قلعه یک منطقهٔ مسکونی در ایران است که در دهستان بیات واقع شده‌است. براساس سرشماری مرکز آمار ایران در سال ۱۳۹۵، ارا قلعه ۱۱۸ نفر جمعیت دارد.